# 2019冠状病毒病墨西哥疫情
2019冠状病毒病墨西哥疫情，介紹在2019冠状病毒病疫情中，在墨西哥發生的情況。

## 时间轴

現存各州活躍案例數

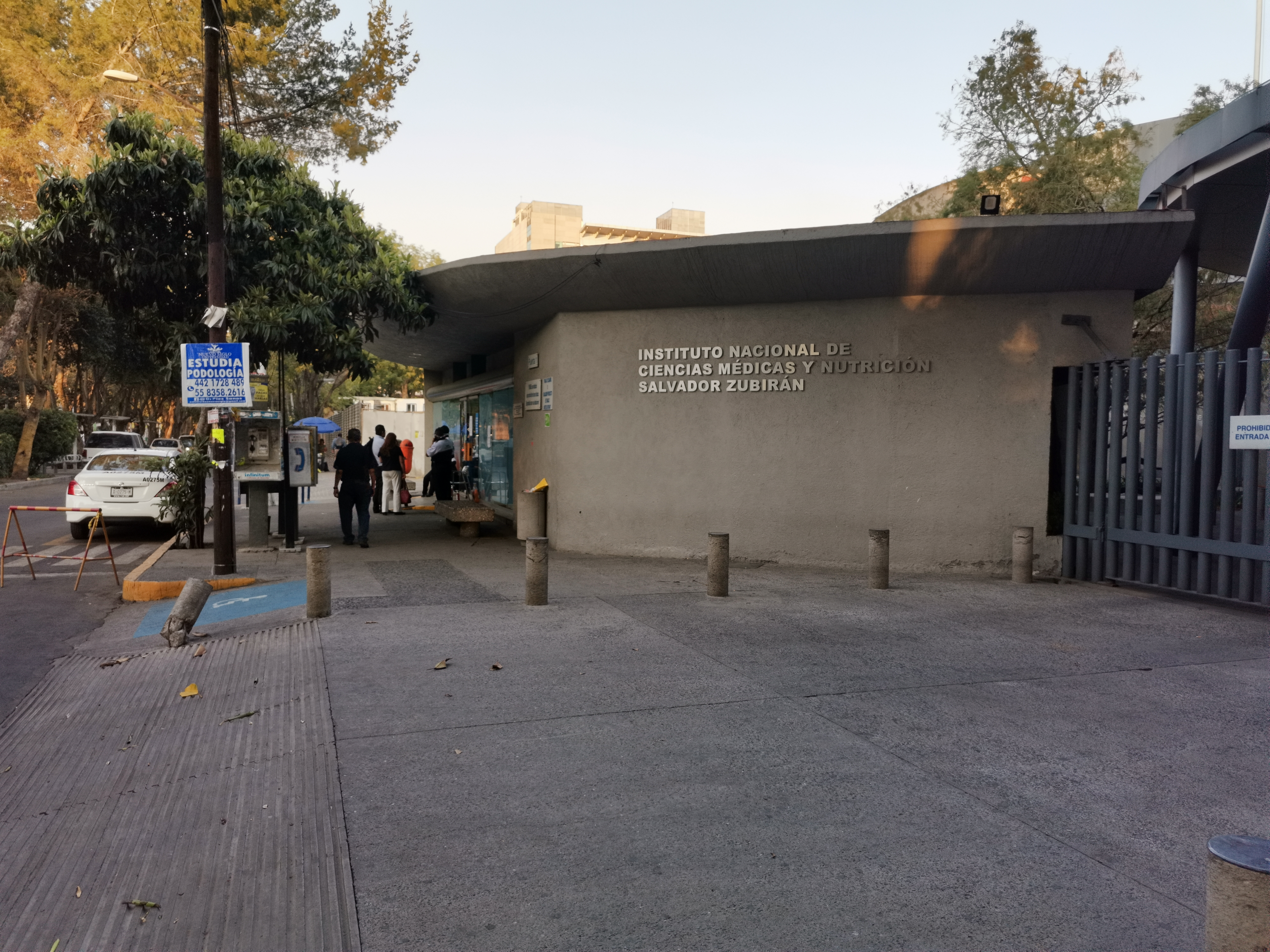
进入墨西哥墨西哥国家医学研究所和萨尔瓦多·祖比兰国家营养研究所的特殊呼吸道疾病症状评估区的人们。 医院被改建为COVID患者的特别护理区。

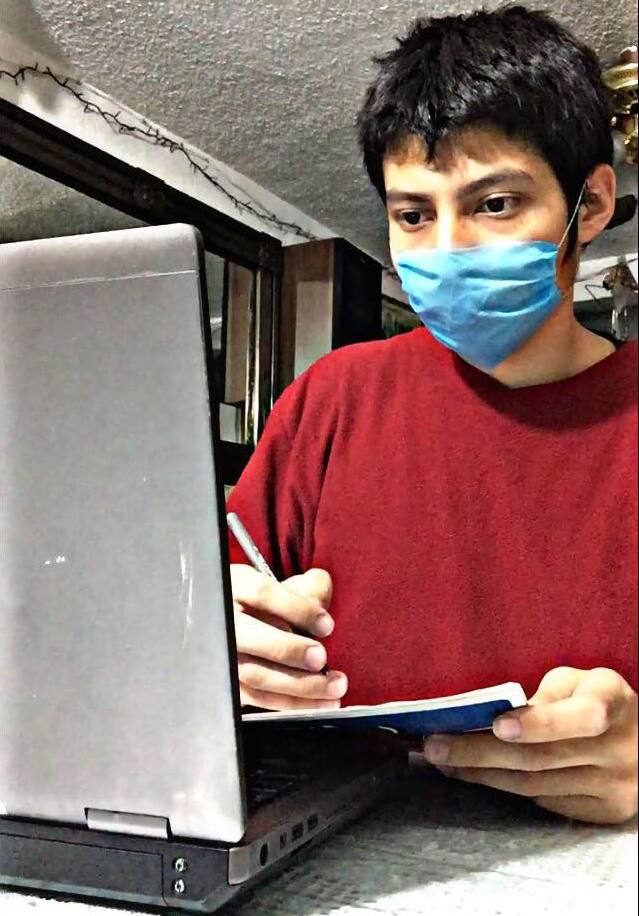
作为SEP暂停的学术活动的一部分，各个级别的学生都开始在线上课。

2月28日，墨西哥确认了其前三起确诊案例。墨西哥城的一名35岁男子和一名59岁男子以及锡那罗亚州北部的一名41岁男子被测试为阳性，他们分别被隔离在一间医院医院和一所旅馆。他们曾前往贝加莫，并于2月中旬在意大利停留了一个星期。
2月29日，在科阿韋拉州托雷翁市发现并确认了第四例确诊案例，该确诊对象是一名前往意大利的20岁妇女。
3月1日，恰帕斯州一名刚从意大利回来的学生被宣布为第五例确诊案例。3月6日，在墨西哥州确认了第六起确诊案例，该例是一名在2月21日从意大利返回的71岁男子。
3月7日，在墨西哥城还确认了第七例，该例是一名46岁的男性，以前曾与美国的另一例确诊病例接触。。3月10日，在普埃布拉报道了第8起病例，普埃布拉是一名47岁的德国男子，他从意大利出差回国。同日，隔离在意大利普埃布拉州的一家舞蹈团的40名成员从一次意大利巡回活动中被隔离。
3月11日，在新莱昂州蒙特雷市确认了第9起确诊案例。一名57岁的男子最近被从一次欧洲旅行中回来，他被隔离。该名男子仍保持匿名，一周前从旅途中回来，并与另外八名也被隔离在其房屋中的人联系。该男子已被证实居住在圣佩德罗加尔萨加西亚市。
3月12日，墨西哥宣布总共有15例确诊病例。新的病例在普埃布拉和杜兰戈。
3月22日，世界著名男高音普拉西多·多明哥於該國特基拉參加胡安·多明哥·貝克曼的派對時，兩人雙雙確診。前者入住阿卡普高的醫院接受治療，身體狀況穩定。
4月4日，墨西哥政府宣布即日起至4月30日全國进入公共卫生紧急状态，在此期間公共和私营部门的所有非必要活动全部暫停。
5月18日起，墨西哥開始全國解禁。